# 第10回ダヴィッド・ディ・ドナテッロ賞
第10回ダヴィッド・ディ・ドナテッロ賞（だい10かいダヴィッド・ディ・ドナテッロしょう）の授賞式は、1965年7月31日にタオルミーナで行われた。

## 受賞者一覧

### 監督賞
- フランチェスコ・ロージ（『真実の瞬間』）
- ヴィットリオ・デ・シーカ（『ああ結婚』）

### プロデューサー賞
- カルロ・ポンティ（『ああ結婚』）

### 主演女優賞
- ソフィア・ローレン（『ああ結婚』）

### 主演男優賞
- ヴィットリオ・ガスマン（『La congiuntura』）
- マルチェロ・マストロヤンニ（『ああ結婚』）

### 外国人プロデューサー賞
- ジャック・L・ワーナー（『マイ・フェア・レディ』）

### 外国人女優賞
- オードリー・ヘプバーン（『マイ・フェア・レディ』）

### 外国人男優賞
- レックス・ハリソン（『マイ・フェア・レディ』）

### ゴールデン・プレート
- マイケル・カコヤニス（監督、『その男ゾルバ』）
- アンソニー・クイン（俳優、『その男ゾルバ』）
- メリナ・メルクーリ（俳優、『トプカピ』）
- ディーノ・デ・ラウレンティス（プロデューサー、功労賞）